# Visione cieca
Il fenomeno della visione cieca (o blindsight) consiste nel mantenimento della capacità di localizzare uno stimolo visivo situato nella parte del campo visivo colpita da scotoma e quindi cieca a livello conscio.

## Storia
Questo fenomeno venne descritto per la prima volta da Poppel, Held e Frost nel 1973, in un esperimento in cui vennero inviati nella zona scotomatica degli stimoli non strutturati, e fu richiesto ai pazienti, alla comparsa dello stimolo, di fare un movimento oculare verso di esso. Quello che emerse fu una correlazione significativa tra la posizione dello stimolo e la posizione degli occhi dopo la stimolazione.
In un lavoro del 1986 Weiskrantz descrisse degli esperimenti in cui i pazienti riuscirono a indicare manualmente la posizione di stimoli che non percepivano consciamente, e con studi successivi (2002) la visione cieca fu da lui differenziata in un tipo 1 e in un tipo 2. Nel tipo 1 è possibile la discriminazione degli oggetti nell'area cieca ma il paziente non percepisce nulla. Nel tipo 2, il movimento e i cambiamenti dell'orientamento spaziale dell'oggetto vengono percepiti dal paziente.

## Cause
La spiegazione della visione cieca si basa sulla teoria dei due sistemi visivi, secondo la quale esiste un sistema deputato alla discriminazione degli stimoli visivi (il sistema retino-genicolo-striato), mentre un secondo sistema si occupa specificamente della localizzazione spaziale di detti stimoli (il sistema retino-collicolo-extrastriato), quindi una lesione che causi scotoma (confinata alla corteccia visiva primaria, facente parte del primo sistema su descritto) lascerebbe intatto il secondo sistema e la sua funzione di localizzazione spaziale.
Il fenomeno della visione cieca scompare quando il paziente deve mantenere gli occhi sul punto di fissazione e contemporaneamente indicare manualmente la posizione dello stimolo.
La spiegazione della visione cieca basata sui due sistemi visivi prevede che le attività svolte dal sistema retino-genicolo-striato siano danneggiate, quindi nella zona scotomizzata non sono previste capacità discriminative intatte, con l'eccezione della posizione spaziale degli stimoli.